# 李龙男
李龙男（朝鲜语：／；1960年8月8日—）是朝鲜民主主义人民共和国政治人物。现任朝鲜民主主义人民共和国驻中华人民共和国大使（第14任）、最高人民会议外交委员会委员、朝鲜劳动党中央委员会委员。原朝鲜民主主义人民共和国对外经济相、贸易相。

## 生平
1960年8月8日，李龙男出生在平壤市。北京外国语大学毕业。
1994年，李龙男出任朝鲜驻新加坡大使馆主管经济事务的书记官。2004年，李龙男任朝鲜国际贸易促进委员会第一副委员长。2008年，李龙男升任贸易相，此前任副贸易相。2009年，李龙男当选最高人民会议第14期代议员。翌2010年7月，李龙男任朝鲜民主主义人民共和国足球协会会长，同年9月当选朝鲜劳动党中央委员会委员。2014年6月，朝鲜最高人民会议常任委员会发布政令，“投资委员会”和“国家经济开发委员会”并入贸易省，贸易省改名对外经济省，李龙男出任对外经济相。
2016年6月，李龙男在最高人民会议第13期第4回会议上被任命为内阁副总理。2017年4月，最高人民会议第13期第5回会议上当选外交委员会委员。2018年7月，李龙男出席2018年国际足联世界杯开幕式，并且访问俄罗斯。同年8月，李龙男出席2018年亚洲运动会，并且同印度尼西亚总统佐科·維多多会谈。同年9月18日，李龙男陪同金正恩会见韩国总统文在寅，会见三星集团会长李在鎔。2019年4月10日，朝鲜劳动党中央委员会第7期第4回总会上，李龙男补选为政治局委员。
2021年2月19日，朝鲜外务省网站公布李龙男出任朝鲜民主主义人民共和国驻中华人民共和国大使。
2021年3月22日，李龙男在北京会见受中共中央指派的中联部部长宋涛，李龙男转达金正恩致习近平的口信，通报朝鲜劳动党八大情况。

## 家庭
- 其叔：
  - 李明秀 - 朝鲜人民军次帅、原朝鲜劳动党中央军委委员、朝鲜人民军总参谋长。
- 岳父：
  - 全明洙 - 原朝鲜驻华大使、朝鲜外务省副相。